# تآمر (مدني)
يعرف التآمر المدني أو التواطؤ على أنه اتفاق بين طرفين أو أكثر لحرمان طرف ثالث من الحقوق القانونية أو خداع طرف ثالث للحصول على مستحقات غير شرعية.
قد يشير التآمر أيضًا إلى مجموعة من الأشخاص يعقدون اتفاقًا لإقامة فيما بينهم بحيث يصبح فيه كل عضو وكيل أو شريك لكل الأعضاء الآخرين ومشاركًا في التخطيط أو الاتفاق على ارتكاب بعض الوقائع. ليس من الضروري أن يشارك جميع المتآمرين في جميع مراحل التخطيط أو يكونون على علم بكافة التفاصيل. وأي اتفاق إرادي وفعل صريح - إلى حد ما - من قبل مُتآمر واحد في سبيل تعزيز فرصة تنفيذ الخطة، هما العنصران الأساسيان الضروريان لإثبات وجود تآمر. يكون التآمر موجودًا، سواء تم استخدام الوسائل القانونية لتحقيق أهداف غير قانونية أو استخدام وسائل غير قانونية لتحقيق أهداف قانونية. «يجوز للمتضرر رفع دعوى مدنية للتآمر، حتى إذا لم تقع الجريمة بالفعل»
ينص قانون المسؤولية التقصيرية على أن العناصر القانونية اللازمة لوجود التآمر المدني هي - إلى حد كبير - نفس العناصر اللازمة لوجود التآمر الجنائي بمعني وجود اتفاق مُسبق بين طرفين أو أكثر من الأشخاص الطبيعيين لانتهاك القانون في وقت ما في المستقبل أو لتحقيق هدف مشروع بوسائل غير مشروعة. وغالبًا ما يتطلب القانون الجنائي إقدام أحد المتآمرين على اتخاذ خطوة مادية مباشرة (أي الشروع في التنفيذ المادي للجريمة) في تنفيذ الفعل غير القانوني وذلك لإثبات حقيقة النية في انتهاك القانون، في حين أن التآمر المدني لا يستلزم الشروع في تنفيذ العمل المادي الذي يؤدي إلى وقوع الجريمة وهو تحقيق الهدف غير القانوني. وهذا المُصطلح مُشتق من اللغة اللاتينية con- «مع/معًا» وspirare «للتنفس».

## التآمر المدني في الدعاوى التجارية في الولايات المتحدة
غالبًا ما تتضمن الدعاوى القضائية للتآمر المدني، اثنين أو أكثر من المؤسسات التجارية، وكثيرًا ما يدخل في الدعوى كمتهمين موظفي الشركات ومحاسبين من خارج الشركات ومحامين ووكلاء مماثلين. وفي عدة ولايات، لا يستطيع موظفو ومديرو المؤسسة التجارية المشاركة في التآمر مع المؤسسة إلا إذا كان ذلك لمصالحهم الخاصة المُستقلة عن أي مصالح للمؤسسة.
وغالبًا ما يأخذ قانون التآمر المدني شكل دعاوى مكافحة الاحتكار وعادة ما يتم التقاضي في المحكمة الاتحادية حيث يسعي المدعي للحصول على ثلاثة أضعاف أضرار المدفوعات الزائدة الناجمة عن تحديد الأسعار أعلى من سعر السوق. ينص قانون شيرمان لمكافحة الاحتكار الاتحادي على عقوبات جنائية ومدنية لتلك الجريمة. ويمكن اتخاذ إجراءات قانونية بشأن الاتفاقات الأخري بين الشركات وعملائها في مجموعة المقاطعة بغرض الاحتكار ووضع أسعار افتراسية بنية طرد صغار رجال الأعمال خارج السوق.
وتُشكل المؤمرات التي تنتهك قوانين الأوراق المالية الاتحادية مثل قانون الأوراق المالية لعام 1933 وقانون سوق الأوراق المالية لعام 1934 مجالاً آخر حيث تُرفع دعاوى مدنية وجنائية مُكثفة تنصب على مدى وجود تلك المؤامرة المزعومة من عدمه. ويرفع كلٌّ من هيئة الأوراق المالية والتداولات (SEC) ووزارة العدل الدعاوى القانونية ضد مؤامرات انتهاك قوانين الأوراق المالية. على سبيل المثال، وافق بنك إقليمي يسمى PNC شركة مجموعة الخدمات المالية من خلال إحدى الشركات التابعة في يونيو 2003 على دفع 115 مليون دولار أمريكي كغرامات مدنية وتعويضات لتسوية ادعاءات هيئة الأوراق المالية والتداولات بوجود احتيال بالأوراق المالية. واتهمت الشركة التابعة بالتآمر لانتهاك قوانين الأوراق المالية بتحويل مبلغ 762 مليون دولار أمريكي من القروض المتعثرة والاستثمارات إلى كيانات خارج الميزانية العمومية في عام 2001، وفي هذة القضية أجلت وزارة الدفاع الادعاء ضد بنك PNC، إشارة إلى أنها مشتركة في تحقيق ذي صلة. وبالمثل، فإن الدعاوى المدنية ضد شركات التبغ لاستعادة تكاليف الرعاية الصحية، تدعي وجود تآمر على قانون حماية المريض والرعاية الميسرة وما يليه. (عدد واحد)، الجهة الدافعة الثانوية للرعاية الطبية في أحكام الفصل الفرعي 18 من قانون الضمان الاجتماعي و(b)(2)(B)(ii) و(iii) (عدد اثنين)والأحكام المدنية الخاصة بـالابتزاز والمنظمات الفاسدة ("RICO") لخداع الشعب الأمريكي بشأن الآثار الصحية الناجمة عن التدخين.
غالبًا ما يصف القانون المدني الحديث التآمر ب ـ«لغة واضحة» وفقًا لتعليمات هيئة المُحلفين. ويخضع معيار تعليمات هيئة المحلفين في كاليفورنيا بشأن التآمر إلى القاعدة 2.1050 من لائحة المحاكم في كاليفورنيا، وتُصنف التعليمات الجديدة لهيئة المحلفين بكاليفورنيا على أنها «التعليمات الرسمية المستخدمة في ولاية كاليفورنيا.» كما أنها ليست مُلزمة لقُضاة كاليفورنيا، ولكن نوصي بها بشدة. ببساطة، فإن التعليمات المدنية لولاية كاليفورنيا بشأن التآمر تنص على ما يلي مع استخدام أسماء وهمية في الفراغات في نموذج تعليمات هيئة المحلفين:

### تعليمات هيئة المحلفين في كاليفورنيا ب ـ«لغة واضحة» بشأن التآمر: العناصر الواقعية الأساسية
التآمر هو اتفاق بين شخصين أو أكثر على ارتكاب فعل غير مشروع.

قد يكون هذا الاتفاق شفويًا أو خطيًا أو ضمنيًا ويظهر من خلال تصرفات الأطراف.

المدعي شركة سميث، تدعي أنه تم إلحاق الأذى بها من قبل المدعى عليها شركة جونز كورب لرفضها بيع أدوات إلى المدعي شركة سميث، بقصد إحداث ضرر بالمنافسة بينهما بشكل غير معقول وأن المدعى عليه شركة براون وشركاه هم أيضًا مسؤولون عن الضرر لأنها كانت جزءًا من التآمر مع شركة جونز لإحداث ضرر شديد بالمنافسة بينهما وفقًا لقوانين كاليفورنيا لمكافحة الاحتكار.

تختلف بشكل كبير وقائع كل قضية عن الأخرى من حيث الطبيعة الخاصة للمخطط الأساسي. وفي المثال السابق، يُمكنك أن تجد عينة حقيقية مشتركة لجرائم التآمر حيث إن هذه الأدوات هي أجهزة ضرورية لازمة لشركة سميث لتصنيع منتجاتها وشركة براون وشركاه هم أحد المنافسين لشركة سميث.
كذلك تختلف كيفية جذب المتآمرين لبعضهم البعض إلى مخطط التآمر من قضية لأخرى. هناك نمط واحد من الوقائع في المثال السابق حيث يمكن أن يكون براون وشركاه قد وعدوا شركة جونز (مورد الأدوات) بمنحها جزءًا من الأرباح الإضافية التي تأمل شركة براون في تحقيقها إذا خرجت شركة سميث من السوق نظرًا لنقص الأدوات اللازمة لاستمرار أعمالها.

## القانون الإنجليزي
تتطلب المسؤولية التقصيرية للتآمر أن يكون هناك معرفة بالظروف المُحيطة والاتفاق الذي تم. لذلك، وكشرط مُسبق لـمسؤولية الشركة القانونية، يجب أن يكون من الممكن إسناد معرفة الموظف ذي الصلة أو الوكيل إلى الشركة. وهناك منهجان قانونيان:
- كمسألة من مسائل قانون الوكالة، يجب أن تكون الأفعال وأوجه التقصير التي تُشكل المؤامرة المُدعى بها، قد أجراها الوكيل في الحدود الحقيقية أو الظاهرية للوكالة؛
- كمسألة من مسائل مسؤولية المتبوع عن أعمال تابعه، يجب أن تكون الأفعال وأوجه التقصير التي تُشكل المؤامرة المُدعى بها، قد أجريت في وأثناء العمل.

هناك صعوبة كبيرة عندما يكون الادعاء هو أن شركة إما تآمرت مع شركة ثانية أو مع اثنين على الأقل من الأشخاص الطبيعيين. ويمكن أن تُنسب المعرفة المطلوبة إلى أي مدير حسب الاقتضاء. ولكن هناك مشكلة تحت العنوان الأول عندما يشترك الجميع في الغش لأن هناك نزاعًا للسلطات. لويد ضد غريس، سميث وشركاه. [1912] ينص القانون 716 على أنه يجوز مُسائلة المدير إذا ارتكب الوكيل غشًا في حدود الوكالة الحقيقية أو الظاهرية، في حين أنه في قضية شركة ري هامبشاير لاند [1896] الفصل الثاني صفحة 716، اُعتبر أنه لا تُنسب للمدير المعرفة وأحيانًا الأفعال التي يقوم بها الوكيل بالتصرف بطرق احتيالية لإلحاق الخسارة بالمدير. ومن الناحية النظرية، قد تكون المسؤولية بالإنابة تقدم مزيدًا من المساعدة في أن ينسب الخطأ الذي قام به شخص واحد (طبيعي) ضد آخر (وهمي)ولكن، في مؤسسة بلمونت المالية ضد شركة وليامز للأثاث المحدودة [1979] الفصل 250، كان خط مصالح وكالة هامبشاير العقارية هو المُفضل. وعندما كانت شركة بلمونت قيد التصفية، أقامت دعوى ضد العديد من المتهمين، متضمنةً غالبية مديري الشركة ذاتها، بتهمة التآمر بتدبير شراء بلمونت لأسهم في شركة أخرى بأسعار باهظة الثمن. وكان الغرض من هذة الخطة تقديم بعض المدعى عليهم للتمويل من أجل الاستيلاء على أسهم في شركة بلمونت. وخسر فوستر جى الادعاء على أساس أن بلمونت ذاتها كانت جزءًا من التآمر. وفي الاستئناف، صرح باكلي إل جى:
ولكن من وجهة نظري، لا ينبغي أن تسند المعرفة للشركة، لأن الترتيبات في جوهرها كانت تهدف إلى حرمان الشركة بطرق غير سليمة من جزء كبير من أصولها. وكما قلت، كانت الشركة ضحية التآمر. وأعتقد أنه من غير المنطقي معاملة المديرين، الذين كانوا أطرافًا في التآمر بشكل واضح، ونظريًا بنقل هذه المعرفة للشركة.
ولأن بلمونت لا يمكن إلا أن تكون طرفًا في التآمر إذا تم إسناد العِلم إليها، نفت محكمة الاستئناف بلمونت من معرفة مديريها بالرغم من أن هؤلاء المديرين، مع هذه المعرفة، اتخذوا قرارات مُرتبطة بالواقعة في اجتماعات مجلس الإدارة، وأرفقوا ختم الشركة بالوثائق ذات الصلة. وإلى هذا الحد، يختلف معيار المسؤولية في التآمر عن حالات المسؤولية غير المباشرة والتي فيها، كما يقول، تعتبر الشركة على علم بأن المركبات أو الآلات لم تتم صيانتها بشكل صحيح أو أن الخدمة قد تم تقديمها بإهمال.